# Fiordo Eberhard
El  fiordo Eberhard es un brazo del seno Última Esperanza en la Patagonia chilena. Este cuerpo de agua toma el nombre de Hermann Eberhard, el primer europeo en explorar esta región. Eberhard usó el fiordo para encontrar la cueva del Milodón, donde el descubrió restos del extinto milodón. También se encontró en este complejo de cavernas evidencia arqueológica de hombres prehistóricos. Geológicamente, este fiordo se encuentra dentro de la cuenca de Magallanes.